# Monk Little Dog
Monk Little Dog es una serie de animación sur coreana-francesa 3D producida por Canal+, Timoon Animation, SAMG Animation y Millimages, emitida por Vodka Capital en horario independiente, es emitida también por Cartoon Network Latinoamérica Boomerang Latinoamérica ahora Cartoonito (Latinoamérica) en los espacios publicitarios. La idea original fue de Sungjae Kim y Pepe Sánchez.

## Personajes
- Monk: es un perro de color blanco, un Bull terrier Inglés, que no tiene mucha suerte, es a veces, vengativo. Tiene un profundo amor hacía Kimmy; él es un mestizo de pitbull y caniche.
- Buball/Sally: son los vecinos de Monk. Es un perro de color gris muy cariñoso, para Monk es un criminal; Sally también es un pitbull.
- Kimmy: es una caniche rosa que está enamorada de Ding aunque en algunos casos, está enamorada de Monk aunque le moleste otras veces, defiende mucho a su gatita Sushi.
- Ding: es uno de los enemigos de Monk, es algo vanidoso. Es la mayor competencia de Monk, él es un golden retriever.
- Ben: es uno de los amigos de Monk, es algo perezoso, y siempre lleva una bolsa de agua helada que usa como almohada porque se queda dormido en todos lados, él es un sabueso.
- Sushi: La gata de Kimmy que es algo salvaje hacia Monk, está muy sobre protegida por Kimmy.
- Padres de Monk: Son los padres de Monk. El padre es idéntico a él pero con un bigote marrón y sombrero. La madre es una caniche-poddle similar a Kimmy pero con pelo azul menta en vez de rosa. Solo aparecieron en el episodio de la máquina del tiempo.
- Pajaritos: son unos pajaritos, amigos de Monk que están en un árbol o hacen cameos no aparecen tan seguido.
- Pato de hule (Quack Quack): es el pato muñeco de Monk. Se molesta mucho si algo le pasa incluso si Ding lo toca, no habla y Monk nunca se olvida de él.
- Pez (Booboocachoo): es la mascota pez de Monk, Monk lo quiere pero no tanto como a su pato de hule, a veces Sushi se lo quiere comer.
- Zorillo: es un zorrilo mascota de Ding que solo apareció en ´´concurso de mascotas´´ se tira demasiados gases por eso huele tan apestoso.
- Peace: es un lebrel blanco que no es buen amigo de Monk. Apareció en el concursos de mascotas y del baño.
- Jimmy: es el primo de Kimmy, la caniche. Tiene su aspecto en el cual no se le notan los ojos.
- Loo: es un chow-chow que es el otro enemigo de Monk. No lo ve mucho.
- Kikal: es un labrador travieso que es apasionante y curioso, no aparece en varios episodios. En completo en el concurso de mascotas.

## Episodios

### Temporada 1: 2009-2011
- 1: Monk quiere dormir
- 2: Monk cuelga un cuadro
- 3: Monk y la cámara oculta
- 4: Monk hace deportes
- 5: Monk juega tenis
- 6: El nuevo amigo de Monk
- 7: Monk va de pesca
- 8: Monk en la playa
- 9: Monk quiere ir al baño
- 10: Monk quiere ver tele
- 11: Monk en la isla desierta
- 12: Salto espacial de Monk, no muy divertido

- 13: Monk aprende artes marciales

- 14: Monk y su espantoso vecino
- 15: Monk el detective
- 16: Monk se va a duchar
- 17: Monk y el espejo mágico
- 18: Cumpleaños del patito de Monk
- 19: Monk juega platillo
- 20: El desayuno de Monk
- 21: Monk se encuentra de vuelta con el tiburón
- 22: El gran viaje espacial de Monk
- 23: Los disparates de Monk.
- 24: Monk corta el pasto
- 25: Monk y la escultura de piedra
- 26: Los viajes de Monk
- 27: Monk en una misión imposible
- 28: Monk necesita pintar su casa
- 29: Monk y el lava ropas
- 30: La Navidad de Monk
- 31: Monk es una estrella de televisión
- 32: Supermonk, ¡al rescate!
- 33: Baila, Monk, baila
- 34: Monk va de campamento
- 35: Monk juega golf
- 36: La gran carrera de Monk
- 37: Monk en un concurso de mascotas
- 38: Monk en el globo aerostático
- 39: Monk y el encargo
- 40: ¡Perdimos a Monk! (Lo perdimos...)
- 41: Monk el explorador
- 42: La pelea de Monk y Sushi
- 43: Monk y la fiesta de la cena
- 44: Monk y el pícnic
- 45: Monk entrega una tarjeta
- 46: El pastel de Monk
- 47: Patinaje sobre hielo de Monk
- 48: Monk juega al curling
- 49: El cumpleaños de Kimmy
- 50: Monk busca a Ben (Lo Siento)
- 51: Monk Va Mercado (Episodio Final)

### Episodios perdidos
- Monk en el avión
- Monk viaja en tren.
- Monk y la casa encantada.
- La nueva casa de Kimmy
- Monk hace un gran salto
- Mounkston, tenemos un problema
- Demasiado tarde

- Datos: Q81285